# 短背鰭新鰻鯰
短背鰭新鰻鯰，為輻鰭魚綱鯰形目鰻鯰科的其中一種，分布於澳洲北部及新幾內亞中南部的淡水流域，體長可達20公分，棲息在水質混濁的沼澤、湖泊、水塘，為底棲性魚類，屬肉食性，以甲殼類、貝類及昆蟲為食，可作為食用魚及遊釣魚。

## 擴展閱讀
維基物種上的相關：短背鰭新鰻鯰